# Doctorat honoris causa
Pour les articles homonymes, voir DHC.

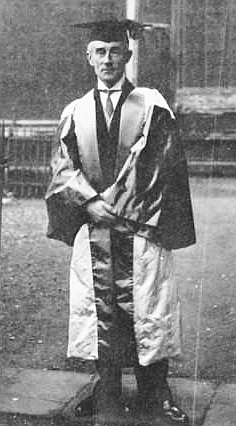
Maurice Ravel en toge de docteur honoris causa de l'université d'Oxford, en 1928.

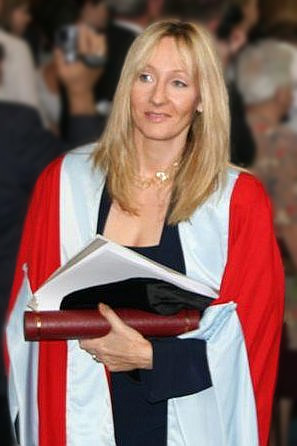
J. K. Rowling recevant son doctorat honoris causa à l'université d'Aberdeen, en 2006.

Un doctorat honoris causa (doctorat honorifique au Canada), ou titre de docteur honoris causa (du latin causa, qui exprime le but, précédé du génitif de honor, honoris, l'honneur : « pour l'honneur », honorifique) est un diplôme honorifique décerné par une université ou une faculté à une personnalité éminente. Un docteur honoris causa, parfois abrégé en Dr h. c., en est le récipiendaire.

## Description
Le doctorat honoris causa est une marque de distinction offerte par une université à une personnalité ayant posé sa marque dans un domaine particulier. Comme notamment une personnalité politique telle que Nelson Mandela, honoré en 2005 par l'Université Paris-VIII, ou des personnalités ayant marqué les sciences, les lettres, les arts ou le sport. Par exemple, le 15 mars 2008, Jean Béliveau, ancien joueur de hockey sur glace chez les Canadiens de Montréal, reçoit un doctorat honorifique de l'université Laval. Le 11 décembre 2014, c'est le cas de Daniel Cohn-Bendit qui reçoit le titre de docteur honoris causa de la part de l'université Paris-Nanterre. Plus récemment, Charles Tisseyre reçut un doctorat honorifique de la part de l'université de Sherbrooke en septembre 2019 ou encore Nancy Pelosi par l’université Panthéon-Assas en 2023.
Autre exemple, quatre chefs cuisiniers, l'Espagnol Martín Berasategui, le Japonais Kiyomi Mikuni (ja), le Suisse Philippe Rochat et le Belge Pierre Wynants, sont depuis 2013 docteurs honoris causa de l'université de Tours et présélectionnés par 45 personnalités françaises, étant des ambassadeurs de la gastronomie française dans leurs pays respectifs. L'Ivoirien Didier Drogba est depuis le 3 juin 2021 docteur honoris causa du Réseau des universités des sciences et technologies d'Afrique (RUSTA).
Ce titre honorifique permet donc à une université de souligner l'œuvre d'une personnalité ou son implication dans une communauté. Il offre aussi une visibilité à l'université et peut encourager la participation du docteur honoris causa au financement de cette dernière (inversement, le titre peut être décerné à la suite d'un don), cet usage prête toutefois à controverse.
Certains doctorats honoris causa sont remis par une faculté en particulier. Par exemple, l'auteur britannique J. K. Rowling est docteur honoris causa de l'université d'Exeter, où elle a étudié, et de la faculté de droit de l'université d'Aberdeen, pour avoir fait un important don dans le cadre de la recherche sur la sclérose en plaques,.
Un doctorat honorifique peut être retiré dans des cas exceptionnels. Ainsi, Aung San Suu Kyi en a perdu plusieurs en raison de sa politique face aux Rohingyas, à la suite des décisions de l'Université Carleton et de l'Université Queen's.

## Origine
D'après Famous First Facts (en) de Joseph Kane, le doctorat honoris causa serait délivré (sous un autre nom) pour la première fois par le Collège Harvard de Cambridge le 21 juillet 1773 à John Winthrop.

## Doctorathonoris causapar pays

### Canada
Au Canada, on parle de doctorat honorifique. Celui-ci existe depuis 1828 (Université du Nouveau-Brunswick).

### France

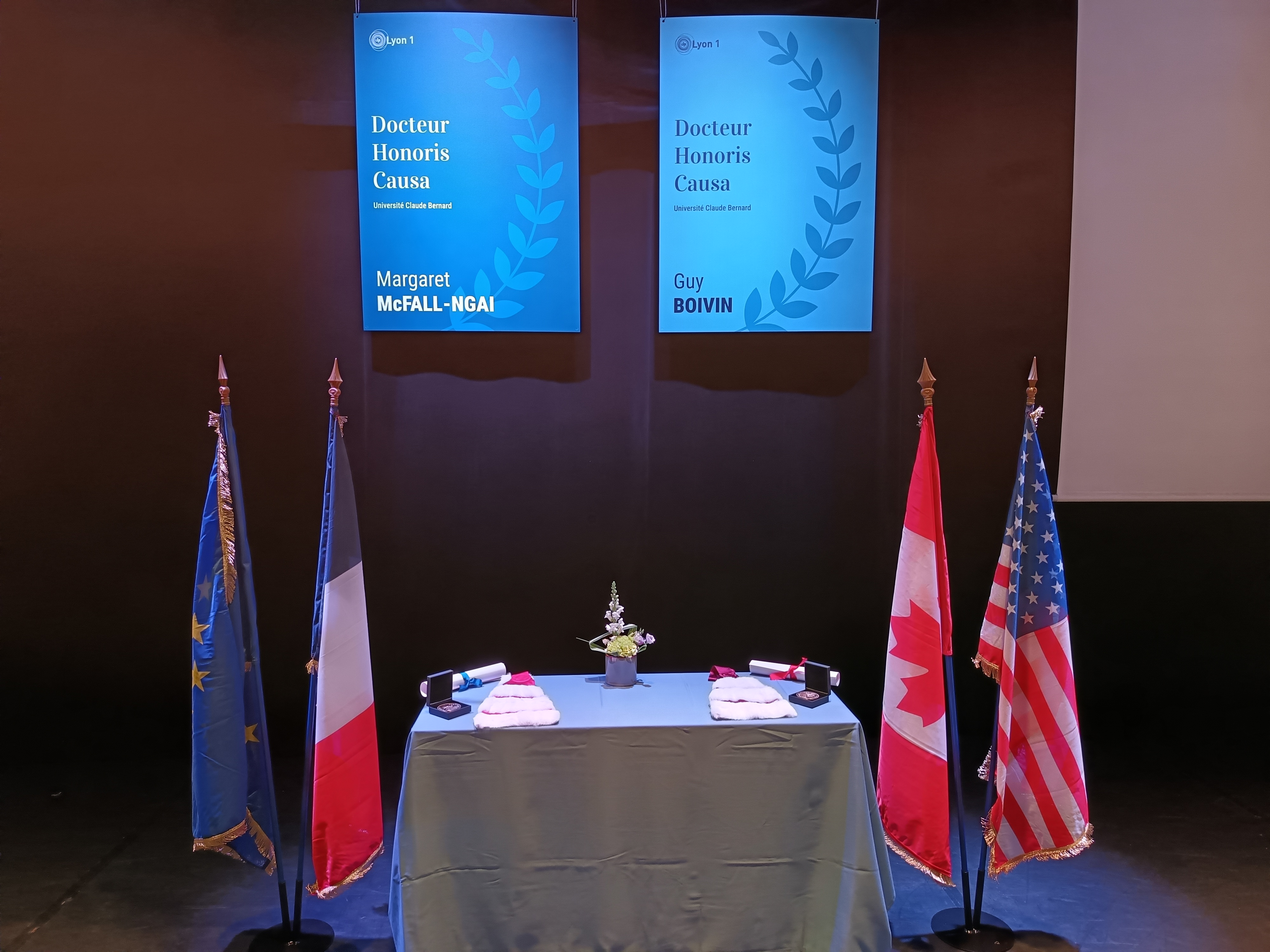
Exemple de remise de doctorat honoris causa en France à l’université Claude Bernard Lyon 1.

Lors de l'entrée en guerre des États-Unis en 1917, des représentants français en mission (dont Viviani et Joffre) reçoivent des titres honorifiques de docteur en Droit, en juin, par les universités de Pennsylvanie, de Harvard et par l'Université Columbia. Ces distinctions auraient inspiré la création du doctorat honoris causa en France. Consécutivement, le premier doctorat honoris causa est décerné par l'Université de Paris au président américain Wilson le 21 décembre 1918 au sein du Grand amphithéâtre de la Sorbonne. La même université le décerna en 1921 à deux autres dirigeants américains : Nicholas Murray Butler, président de la Columbia University et Lawrence Lowell, président de Harvard. Il fut par la suite attribué à un nombre considérable de scientifiques internationaux (environ quatre cents entre 1919 et 1968, sauf durant l'occupation de 1940 à 1945).
Le titre de docteur honoris causa a successivement été régi par plusieurs textes définissant le régime et les modalités de remise de ce titre, remplacés depuis 2013 par  les articles D612-37 à D1612-41 du Code de l'éducation  :
- le décret du 26 juin 1918 institue ainsi ce titre en France[15] : l'article premier autorise les universités à le décerner, l'article 2 le définit comme un titre donné aux étrangers pour services rendus aux Sciences, aux Lettres, aux Arts, à la France ou à l'Université qui le décerne[10],[16] ;
- le décret no 71-742 du 6 septembre 1971 précise les conditions dans lesquelles les universités peuvent délivrer le titre de docteur honoris causa[17] ;
- le décret no 74-899 du 17 octobre 1974 accorde ce droit aux établissements publics à caractère scientifique et culturel (EPSC)[18] ;
- le décret no 2002-417 du 21 mars 2002 étend ce droit aux établissements publics à caractère scientifique, culturel et professionnel (EPSCP)[19], avec la précision à son article no 5 qu'il ne donne pas les droits associés à un diplôme national de doctorat ;
- le décret du 19 août 2013 codifie ces règles, adapte des dénominations lexicales et abroge des textes antérieurs[20].

L'usage est que le nombre de titres de docteur honoris causa remis représente un faible effectif annuel, cette limite a parfois été rappelée par circulaire.

## Nomination
Le choix des docteurs honoris causa est généralement confié à un comité, comprenant en principe les membres les plus éminents du corps professoral de l'université et sa direction,,. Il n'y a aucune limite au nombre de doctorats de ce type que peut offrir une université, mais, afin que cette distinction conserve son prestige, l'usage veut que chaque université n'en décerne que quelques-uns par an au maximum.